# Jan Jiří Benda (1713-1752)
Jan Jiří Benda, conosciuto anche come Johann Georg Benda (Benátky nad Jizerou, 16 aprile 1713 – Berlino, 1752), è stato un violinista e compositore boemo.

## Biografia
Johann Georg Benda nacque a Benátky nad Jizerou, figlio di un musicista, Jan Jiří Benda, e di sua moglie, Dorota Brixi, figlia del cantore del villaggio di Skalsko e membro della grande famiglia musicale boema. Era il secondo di cinque fratelli, quattro dei quali raggiunsero il successo come violinisti e compositori. Questi erano František Benda, Jiří Antonín Benda e Josef Benda. La sorella minore, Anna Franziska Benda, divenne, invece, un soprano operistico.

## Opere
- Concerto in fa maggiore per violino, archi e basso continuo
- Concerto in fa maggiore per violino, archi e basso continuo
- Concerto in re minore per violino, archi e continuo (perso)
- Trio Sonata in do maggiore per flauto, violino e basso continuo
- Sonata per violino e basso continuo in do minore
- 11 Sonate per flauto e basso continuo
- 7 Duetti per 2 violini